# Club Deportivo General Velásquez
El Club Deportivo General Velásquez es un club de fútbol de Chile, con sede en la ciudad de San Vicente de Tagua Tagua, Región del Libertador General Bernardo O'Higgins. Fue fundado el 8 de enero de 1908 bajo el nombre de «Jeneral Velásquez Foot-Ball Club», en honor al militar José Velásquez Bórquez, y compite en la Segunda División Profesional de Chile, tercera categoría del fútbol chileno.

## Historia
Fue fundado el 8 de enero de 1908, y su nombre es en honor del militar José Velásquez Bórquez, que participó en la Guerra del Pacífico, y que falleció en San Vicente en 1897. Este militar nació en Puchuncaví, Región de Valparaíso, lugar donde existe desde 1930 el «Club General Velásquez de Puchuncaví».
Integró la Asociación de San Vicente de Tagua Tagua como uno de sus clubes fundadores, desde 1926 hasta 1960, año que comenzó a competir en el Campeonato Regional Central. En 1973 suspendió su participación en el torneo, pero volvió al año siguiente, y en 1976 se coronó por única vez, como campeón del torneo.
Para el inicio de la década de los 80's empieza a participar en el fútbol profesional, en la recién creada Tercera División del año 1981. En 1983 fue promovido por la Asociación Central de Fútbol a la Segunda División de aquel año, junto a Quintero Unido, Deportes Victoria, Unión Santa Cruz y Curicó Unido, debido al cumplimiento de ciertos requisitos como adecuada infraestructura y buenas asistencias a sus respectivo estadios. Pero en el siguiente torneo el club acaba último en la tabla de la Zona Norte, por lo que desciende a Tercera.
En el Campeonato Oficial de Tercera 1986 General Velásquez clasificó a la Liguilla Ascenso, en la cual se tituló campeón y ascendió a la Segunda División. Luego de discretas campañas en la categoría (se destaca el empate 1-1 ante Universidad de Chile en 1989), el club quedó último en la Liguilla Descenso Norte del Campeonato de 1990 y descendió nuevamente, siendo esta su última temporada en Segunda División.
El año 2008 cumple su peor campaña histórica y desciende a la Tercera División B, la cuarta división nacional (hoy quinta categoría del fútbol chileno). El 2012, General Velásquez comenzó una campaña esperanzadora, conducido por el entrenador Juan "Candonga" Carreño, ex seleccionado nacional en las clasificatorias para Francia 1998. En la última fecha el equipo obtuvo su clasificación a la Segunda Fase en busca del ascenso a la ahora llamada Tercera División A, tras ubicarse en la tercera posición de la Zona Sur. En la Segunda Fase Zona Sur, al finalizar la primera fecha ante Unión Molina, Juan Carreño renunció a su puesto por problemas con la dirigencia y asumió el cargo Edmundo Apablaza. Finalizó el cuadrangular en la tercera posición, por lo que tuvo que jugar el repechaje por el último cupo de ascenso ante Ferroviarios. En la ida, el cuadro "Verde" ganó como local por 2-0, pero en la vuelta y con un resultado parcial de 2-2, el partido se suspendió debido a incidentes provocados por las hinchadas de ambos equipos. Se jugó nuevamnete la revancha, y allí General Velásquez venció 3-1, ascendiendo así de categoría para la próxima temporada.
Con Ítalo Pinochet en la banca, "el General" completó una extraordinaria campaña y se alzó con la copa de Tercera A 2017, luego de derrotar a Deportivo Estación Central como visitante por 4-1, en la última fecha, logrando 60 puntos y el primer lugar de la tabla, y regresando al fútbol profesional chileno tras casi 30 años jugando en el amateurismo.

## Uniforme
- Uniforme titular: Camiseta verde, pantalón verde y medias verdes.
- Uniforme alternativo: Camiseta negra, pantalón negro y medias negras.

El primer uniforme titular fue de color azul marino, con pantalones y medias blancas. El color azul es en honor a los colores utilizados por Las Fuerzas armadas de Chile que comandó el general José Velásquez Borquez durante La Guerra del Pacífico. Posteriormente y por cerca de dos décadas el uniforme titular de la institución fue un uniforme completamente blanco hasta que en 1926 el club adquirió el uniforme Verde con pantalones blancos, como los colores institucionales que se mantienen hasta el día de hoy, con diferentes tonalidades a lo largo del tiempo.

### Uniforme titular
| 1908-10 | 1910-26 | 1964-89 | 1983-84 | 1990 | 2010-11 | 2011-12 | 2012 | 2013 |

| 2016 | 2016 | 2017 | 2019 | 2020-21 | 2022 |

### Uniforme alternativo
| 2012 | 2015 | 2016 | 2017 | 2019 | 2020-21 | 2022 |

### Tercer uniforme
En el año 2019 el club utilizó un uniforme especial en medio de la campaña por la sensibilización del cáncer de mama.
| 2019 |

### Indumentaria
Las siguientes tablas detallan la cronología de las marcas de las indumentarias y los patrocinadores de General Velásquez.
| Período   | Marca             |
| --------- | ----------------- |
| 1987-1990 | Le Coq Sportif    |
| 1994-2001 | JCQ               |
| 2002-2003 | Deportes Carrasco |
| 2006-2009 | JCQ               |
| 2010-2012 | Marca Propia      |
| 2013-2014 | PSport            |
| 2015-     | Andrómeda         |

| Período   | Patrocinador             |
| --------- | ------------------------ |
| 1981-1987 | Viña Concha y Toro       |
| 1988-1991 | Bathich Motoren          |
| 1992-1997 | Cargill                  |
| 1998      | Coca-Cola                |
| 1999-2001 | Super Pollo              |
| 2004-2007 | Multihogar               |
| 2008-2009 | Supermercados Cugat      |
| 2010-2011 | PF                       |
| 2012-2014 | Multihogar               |
| 2015      | PF                       |
| 2016-2017 | Max Pan                  |
| 2018      | Áridos San Vicente       |
| 2019-2021 | Multihogar               |
| 2021      | Agrícola San Francisco   |
| 2022-2023 | CFT Estatal de O'Higgins |
| 2024      | Funny Games              |

## Estadio
General Velásquez juega su encuentros de local en el Estadio Municipal Augusto Rodríguez. En San Vicente de Tagua Tagua, tiene capacidad para 3000 espectadores y es llamado de esta manera por un antiguo alcalde de la ciudad.

## Datos del club

### Era amateur
- Temporadas en Asociación Deportiva de San Vicente: 34 (1926-1959)
- Temporadas en Regional Zona Central: 20 (1960-1972, 1974-1980)

### Era profesional
- Temporadas en 2ª (actual Primera B): 6 (1983-1984, 1987-1990)
- Temporadas en 2ª División Profesional: 8 (2018-)
- Temporadas en 3ª (actual Tercera A): 26 (1981-1982, 1985-1986, 1991-2008, 2013-2017)
- Temporadas en 4ª (actual Tercera B): 4 (2009-2012)
- Mayor goleada conseguida:
  - En Primera B: 6-1 a Iberia Bio-Bio, en 1983
  - En Segunda División Profesional: 6-0 a Deportes Linares, en 2020
  - En Tercera División A: 8-1 a Lautaro de Buin, en 1985 y 8-1 a Deportes Rengo, en 2004
  - En Tercera División B: 8-2 a Juventud Padre Hurtado, en 2009
- Mayor goleada recibida:
  - En Primera B: 5-0 de Curicó Unido, en 1984
  - En Segunda División Profesional: 0-5 de Deportes Melipilla, en 2024
  - En Tercera División A: 6-0 de Magallanes, en 2008
  - En Tercera División B: 9-1 de Unión Santa María, en 2010

## Jugadores

### Plantilla 2025
- Por disposición de la ANFP, los equipos chilenos en la Segunda División Profesional están limitados a tener en su plantel un máximo de tres futbolistas extranjeros, excluidos aquellos registrados en el Fútbol Formativo.
- Por disposición de la ANFP, el número de las camisetas no puede sobrepasar al número de jugadores inscritos.
- Por disposición de la ANFP el plantel debe utilizar al menos 1638 minutos a juveniles chilenos (nac. 1 de enero de 2003).

### Altas 2025
| Jugador            | Posición      | Procedencia           | Tipo  |
| ------------------ | ------------- | --------------------- | ----- |
| Cristóbal Lecaros  | Portero       | Deportes Rengo        | Libre |
| Wladimir Núñez     | Portero       | Colchagua             | Libre |
| Gonzalo Medina     | Defensa       | San Marcos            | Libre |
| Nicolás Díaz       | Defensa       | Real San Joaquín      | Libre |
| Ignacio Carvajal   | Defensa       | Agente libre          | Libre |
| Lucas Leguizamón   | Defensa       | Municipal Puente Alto | Libre |
| César González     | Defensa       | Trasandino            | Libre |
| Patricio Troncoso  | Mediocampista | Trasandino            | Libre |
| Hamlet Castillo    | Mediocampista | Quintero Unido        | Libre |
| Carín Najul        | Mediocampista | Deportes Puerto Montt | Libre |
| Michel Quezada     | Mediocampista | Wiliete               | Libre |
| Ignacio Cataldo    | Mediocampista | Agente libre          | Libre |
| Ángel Orellana     | Mediocampista | Unión Compañías       | Libre |
| Alex Gassmann      | Mediocampista | Unión de Crespo       | Libre |
| Luciano Ponce      | Mediocampista | Santiago Morning      | Libre |
| Junio Lopes        | Delantero     | Agente libre          | Libre |
| José Tomás Herrera | Delantero     | Rangers               | Libre |
| Jaime Droguett     | Delantero     | Deportes Rengo        | Libre |

### Bajas 2025
| Jugador             | Posición      | Destino               | Tipo            |
| ------------------- | ------------- | --------------------- | --------------- |
| Brandón Obregón     | Portero       | 9 de Octubre          | Libre           |
| Luis Kovacic        | Portero       | Rancagua Sur          | Libre           |
| Kevin Serrano       | Defensa       | Provincial Ovalle     | Libre           |
| Diego Pereira       | Defensa       | Deportes Linares      | Libre           |
| Manuel Olea         | Defensa       | Unión San Felipe      | Libre           |
| Nelson Córdova      | Defensa       | Bandera de ?          | Libre           |
| Matías Quiroz       | Defensa       | Santiago City         | Libre           |
| Gabriel Castillo    | Mediocampista | Deportes Puerto Montt | Libre           |
| Jorge Pavez         | Mediocampista | Provincial Ovalle     | Libre           |
| Juan Tobar          | Mediocampista | Colchagua             | Libre           |
| Marcelo Carvajal    | Mediocampista | Real San Joaquín      | Libre           |
| Matías Villablanca  | Mediocampista | Bandera de ?          | Libre           |
| Matías Fredes       | Mediocampista | Bandera de ?          | Libre           |
| Cristián Henríquez  | Mediocampista | Bandera de ?          | Libre           |
| Luis Torres         | Mediocampista | Deportes Santa Cruz   | Fin de préstamo |
| Cristián Valenzuela | Delantero     | San Marcos            | Libre           |
| Lucas Fierro        | Delantero     | Bandera de ?          | Libre           |
| Jhon Alegría        | Delantero     | Bandera de ?          | Libre           |
| Martín Espinoza     | Delantero     | O'Higgins             | Fin de préstamo |

## Entrenadores

### Cronología
- Alejandro Sabag (1961-1962)
- Sergio Soto González (1963-1964) (1969-1972)
- Gustavo Velásquez (1983-1984)
- Constantino Mohor (1985-1988)
- Ricardo Horta (1989)
- Eduardo Pérez (1989-1990)
- José Rivas (1990)
- Jhon Greig (1994-1995)
- René Gatica (1996-1997)
- Martín Fierro (1998-2000)
- Bernardo Pavez (2007)
- Marcelo Jara (2009-2010)
- Bernardo Pavez (2010-2011)
- Juan Carreño (2012)
- Edmundo Apablaza (2012-2013)
- Manuel Guajardo (2014)
- César Bustamante (2014)
- Luis Abarca (2015)
- Silvio Fernández (2015)
- Juan Carreño (2015)
- Nelson Soto (2015)
- Víctor Fuentes (2015)
- Gerardo Astudillo (2016)
- Gastón Mitchell (2016)
- Lexter Lacroix (2016)
- Ítalo Pinochet (2017)
- Roberto Rojas (2018)
- Elvis Aliaga (2019)
- César Bustamante (2019-2020)
- Mauricio Riffo (2020-2021)
- César Bustamante (2021-2022)
- René Gatica (2022)
- Raúl González (2023)
- Gerardo Silva (2023)
- César Bustamante (2024)
- Matías Garrido (2025-)

## Rivalidades
General Velásquez conlleva una gran rivalidad deportiva con Colchagua y Deportes Santa Cruz. Partidos de gran relevacia regional del cual son denominados por la prensa local como "Clásicos Huasos".

### General Velásquez vs Colchagua CD
Ambos clubes son de ciudades vecinas, las comunas de San Vicente y  San Fernando, unidas por la ruta I-90-H y distanciadas por 26 KM. Rivalidad no solo geográfica, ya que comenzó antes de que La Herradura existiese como tal. Iniciado en el amateurismo debido a los constantes enfrentamientos entre Club General Velásquez y Club Tomas Lawrence uno de los equipos que en 1957 se fusionó para crear al denominado conjunto de Colchagua.
No hay datos exactos de todos los partidos registrados entre ambas instituciones. Pero desde el ingreso de General Velásquez en 1981 a la  Pirámide del fútbol chileno en la creada Tercera División, han compartido 22 temporadas en la misma división, enfrentándose en 76 oportunidades.

### General Velásquez vs Deportes Santa Cruz
Los clubes profesionales más antiguos de la  Región de O'Higgins y los únicos en tener más de 100 años de existencia. Su rivalidad, data de la década de años 30 con invitaciones de un club a otro para definir al mejor club amateur fuera de Rancagua. Los partidos oficiales llegaron cuando ambos clubes ingresaron a la primera edición de la Tercera División en 1981, venían enfrentándose año a año en el Campeonato Regional Zona Central desde el ingreso del en ese entonces llamado "Unión Comercio" en 1975. Han compartido 24 temporadas en la misma división, enfrentándose en 78 oportunidades.

## Palmarés

### Torneos nacionales
- Tercera División de Chile: (2) 1986, 2017.
- Subcampeón de la Segunda División Profesional (2): 2018, 2022
- Subcampeón de la Tercera División de Chile (1): 1995.

### Torneos regionales
- Campeonato Regional de la Zona Central: (1) 1976.[1]